# Alfred Healey
Alfred Healey (Reino Unido, 13 de julio de 1875-9 de septiembre de 1960) fue un atleta británico, especialista en la prueba de 110 m vallas en la que llegó a ser subcampeón olímpico en 1906.

## Carrera deportiva
En los JJ. OO. de Atenas 1906 ganó la medalla de plata en los 110 m vallas, llegando a meta tras el estadounidense Robert Leavitt y por delante del alemán Vincent Duncker (bronce).